# آخپرادزور
آخپرادزور (به ارمنی: Ախպրաձոր) یک روستای کوچک در ارمنستان است که در استان گغارکونیک واقع شده‌است. آخپرادزور در ۷۰ کیلومتری جنوب شرق گاوار، مرکز استان گغارکونیک واقع شده است.

## خصوصیات
آخپرادزور ۳۴۴ نفر جمعیت دارد و در ارتفاع ۲۲۳۰ متر بالاتر از سطح دریا قرار گرفته است.
| سال   | ۱۸۳۱ | ۱۹۰۸ | ۱۹۷۰ | ۱۹۷۹ | ۱۹۸۹ | ۲۰۰۱ | ۲۰۰۴ |
| جمعیت | ۹۸   | ۹۱۷  | ۶۲۹  | ۵۳۴  | ۵۴۹  | ۳۴۴  | ۳۷۸  |